# Elena Bárcena
Elena Bárcena Uribarri (Sestao, Vizcaya, 1963) es una pianista, compositora y profesora de música española.
Fue la directora del Conservatorio de Música de Sestao hasta el año 2020.

## Biografía
Nacida en Sestao (Vizcaya), cursó los estudios musicales en el Conservatorio Profesional de Música de Bilbao, donde se formó en armonía, música de cámara y dirección de orquesta y coro y piano. Posteriormente cursó el grado superior en interpretación musical. Como música está formada en piano. Desde entonces ha ejercido como pianista, formadora y profesora de música.
A comienzos de los años noventa comenzó a impartir clase en el Conservatorio de Música de Sestao, donde imparte piano y solfeo. También imparte docencia en el Conservatorio Profesional Municipal de Música de Baracaldo.
Además de la docencia, Bárcena es la pianista del coro del Conservatorio de Música de Sestao que dirige la música Itxaso Musatadi. También es la pianista de la Coral de Sestao, el coro municipal de Sestao.
Entre los años 2003-2007 y entre 2014 y 2020 Bárcena fue la directora del Conservatorio de Música de Sestao, sucediendo a la acordeonista Natalia Goñi.